# Taphocénose
La taphocénose est l'ensemble des êtres vivants (individus ou espèces) fossilisés dans un même milieu (roche ou environnement). Sa connaissance permet de reconstituer des paléoenvironnements.
La taphocénose n'est pas le reflet exact du paléoenvironnement : elle est une image altérée de la thanatocénose (tous les êtres vivants morts en un même site ne se fossiliseront pas de la même façon, en raison, notamment, de la fragilité de certains tissus et organismes), qui elle-même est une image altérée de la  biocénose (tous les êtres vivants présents dans un même milieu ne vont pas y mourir, instantanément, sur place, et dans les mêmes proportions)